# She Looks So Perfect
Singles de 5 Seconds of Summer
Don't Stop
(2014)
She Looks So Perfect est le premier single du groupe australien 5 Seconds of Summer. Le titre est extrait de leur premier album 5 Seconds of Summer (2014).

## Classement hebdomadaire
| Classement (2014)                       | Meilleure position |
| --------------------------------------- | ------------------ |
| Australie (ARIA)                        | 1                  |
| Autriche (Ö3 Austria Top 40)            | 21                 |
| Belgique (Flandre Ultratop 50 Singles)  | 20                 |
| Belgique (Wallonie Ultratop 50 Singles) | 33                 |
| Canada (Hot 100)                        | 25                 |
| Tchéquie (IFPI Rádio)                   | 98                 |
| Danemark (Tracklisten)                  | 12                 |
| France (SNEP)                           | 40                 |
| Allemagne (Media Control AG)            | 35                 |
| Irlande (IRMA)                          | 1                  |
| Pays-Bas (Single Top 100)               | 13                 |
| Nouvelle-Zélande (RMNZ)                 | 1                  |
| Écosse (OCC)                            | 1                  |
| Slovaquie (IFPI Rádio)                  | 84                 |
| Espagne (PROMUSICAE)                    | 5                  |
| Suède (Sverigetopplistan)               | 49                 |
| Suisse (Schweizer Hitparade)            | 26                 |
| Royaume-Uni (UK Singles Chart)          | 1                  |
| États-Unis (Hot 100)                    | 24                 |
| États-Unis (Pop Airplay)                | 19                 |